# Мирко Миронски
Мирко Миронски (на македонска литературна норма: Мирко Миронски) е журналист от Социалистическа република Македония.

## Биография
Роден е на 30 август 1930 г. в село Тресонче. Завършва Юридическия факултет на Скопския университет. Работи като главен и отговорен редактор на вестник „Студентски збор“. В отделни периоди е главен и отговорен редактор на вестник „Вечер“ и седмичника „Журнал“. Отделно е бил новинар на вестник „Нова Македония“. От 1986 до 1991 е член на Изпълнителния съвет на СРМ и като такъв председател на Републикански комитет за информация с ранг на министър. По-същото време е министър на информацията на Югославия в правителството на Анте Маркович. Умира на 15 август 2008 г. в село Тресонче. Награждаван е с награда за цялостно творчество „Кръсте П. Мисирков“.

## Книги
- „Новинарско истражување“
- „Како станав новинар“
- „Дичо Зограф“